# Ire Works
Ire Works – trzeci album studyjny amerykańskiej grupy muzycznej The Dillinger Escape Plan. Wydawnictwo ukazało się nakładem Relapse Records 5 listopada 2007 roku w Wielkiej Brytanii, 13 listopada w Stanach Zjednoczonych i 28 listopada w Japonii. Płyta została nagrana i zmiksowana w studiu Omen Room w Cypress w Kalifornii we współpracy z producentem muzycznym Steve'em Evettsem. Natomiast mastering odbył się w studiu West West Side Music.
Był to pierwszy i ostatni album zrealizowany z udziałem perkusisty Gila Sharonea. Był to również ostatni album zespołu wydany nakładem wytwórni muzycznej Relapse Records. Płyta zadebiutowała na 142. miejscu listy Billboard 200 w Stanach Zjednoczonych, sprzedając się w nakładzie 7000 egzemplarzy w przeciągu tygodnia. Gościnnie w nagraniach wziął udział były wokalista The Dillinger Escape Plan – Dimitri Minakakis, który zaśpiewał w utworze "Fix Your Face" oraz wokalista Mastodon – Brent Hinds, który wystąpił w utworze "Horse Hunter".
Wydawnictwo uzyskało szereg pozytywnych recenzji. Czasopisma Revolver i Kerrang! zaliczyły Ire Works do 20. najlepszych płyt roku 2007. Natomiast Decibel Magazine w swym rankingu 40. najlepszych albumów roku 2007 umiejscowił album na 3. miejscu.

## Lista utworów
Opracowano na podstawie materiału źródłowego.
| Nr  | Tytuł utworu                                 | Słowa        | Muzyka      | Długość |
| --- | -------------------------------------------- | ------------ | ----------- | ------- |
| 1.  | „Fix Your Face”                              | Greg Puciato | Ben Weinman | 2:41    |
| 2.  | „Lurch”                                      | Greg Puciato | Ben Weinman | 2:03    |
| 3.  | „Black Bubblegum”                            | Greg Puciato | Ben Weinman | 4:04    |
| 4.  | „Sick on Sunday”                             | Greg Puciato | Ben Weinman | 2:10    |
| 5.  | „When Acting as a Particle”                  |              | Ben Weinman | 1:23    |
| 6.  | „Nong Eye Gong”                              | Greg Puciato | Ben Weinman | 1:16    |
| 7.  | „When Acting as a Wave”                      |              | Ben Weinman | 1:33    |
| 8.  | „82588”                                      | Greg Puciato | Ben Weinman | 1:56    |
| 9.  | „Milk Lizard”                                | Greg Puciato | Ben Weinman | 3:55    |
| 10. | „Party Smasher”                              | Greg Puciato | Ben Weinman | 1:56    |
| 11. | „Dead as History”                            | Greg Puciato | Ben Weinman | 5:29    |
| 12. | „Horse Hunter”                               | Greg Puciato | Ben Weinman | 3:11    |
| 13. | „Mouth of Ghosts”                            | Greg Puciato | Ben Weinman | 6:49    |
| 14. | „The Perfect Design” (live, utwór dodatkowy) |              |             | 3:57    |
|     |                                              |              |             | 42:23   |

## Twórcy
Opracowano na podstawie materiału źródłowego.
| Zespół The Dillinger Escape Plan w składzie - Greg Puciato – śpiew - Ben Weinman – gitara, fortepian, programowanie, śpiew, produkcja muzyczna - Liam Wilson – gitara basowa - Gil Sharone – perkusja |  | Dodatkowi muzycy - Dimitri Minakakis – wokal wspierający - Matt Lupo – trąbka - Craig Demel – skrzypce - Robin Reynolds – wiolonczela - Phil Williams – instrumenty perkusyjne - Ali Tabatabai – instrumenty perkusyjne, piła |  | Inni - Nanos Operetta – orkiestracje - Chris Alfano – realizacja partii trąbki - Steve Evetts – produkcja muzyczna, inżynieria dźwięku, miksowanie - Allan Hessler, Steve Ryan – inżynieria dźwięku - Allan Douches – mastering - Matthew Jacobson – producent wykonawczy - Shelby Cinca – oprawa graficzna |

## Wydania
| Rok  | Nr katalogowy    | Format | Wytwórnia muzyczna | Region            |
| ---- | ---------------- | ------ | ------------------ | ----------------- |
| 2007 | RR6699           | CD     | Relapse Records    | Stany Zjednoczone |
| 2007 | YSCY 1090        | CD     | Relapse Records    | Japonia           |
| 2007 | RR6699-1         | LP     | Relapse Records    | Stany Zjednoczone |
| 2007 | RR6699-1         | LP     | Relapse Records    | Europa            |
| 2007 | RR6699-1         | LP     | Relapse Records    | Stany Zjednoczone |
| 2008 | IROND CD 08-1490 | CD     | Irond              | Rosja             |

## Listy sprzedaży
| Lista                                         | Kraj              | Pozycja |
| --------------------------------------------- | ----------------- | ------- |
| Billboard 200                                 | Stany Zjednoczone | 142     |
| Independent Albums                            | Stany Zjednoczone | 16      |
| Top Heatseekers                               | Stany Zjednoczone | 1       |
| Syndicat National de l'Édition Phonographique | Francja           | 169     |